# Martti Huhtala
Martti Elias Huhtala (ur. 12 listopada 1918 w Rovaniemi, zm. 25 października 2005 tamże) – fiński biegacz narciarski oraz specjalista kombinacji norweskiej, srebrny medalista olimpijski w kombinacji.

## Kariera
Pierwszym sukcesem w karierze Huhtali było zdobycie brązowego medalu w kombinacji na mistrzostwach Finlandii w 1943 roku. Na krajowych mistrzostwach medale zdobywał także w 1947 roku, kiedy był drugi oraz rok później, kiedy kazał się najlepszy. W 1948 roku osiągnął swój jedyny sukces na arenie międzynarodowej, zdobywając srebrny medal w kombinacji na igrzyskach olimpijskich w Sankt Moritz. Po skokach zajmował szóste miejsce, jednak wskoczył na podium po tym jak na trasie biegu uzyskał drugi czas. Wyprzedził go tylko jego rodak Heikki Hasu, a trzecie miejsce zajął Szwed Sven Israelsson. Były to pierwsze igrzyska, na których Norwegowie nie zdobyli żadnego medalu w kombinacji. Na tych samych igrzyskach Martti wystąpił także w biegu na 18 km techniką klasyczną, kończąc rywalizację na dziesiątej pozycji.
Dwa lata później brał udział w mistrzostwach świata w Lake Placid, gdzie zajął 20. miejsce w biegu na 18 km, a zawody w kombinacji ukończył na siódmej pozycji. W 1945 roku wygrał rozgrywane w Lahti zawody Salpausselän Kisat.
Z zawodu Huhtala był żołnierzem, dosłużył się stopnia podpułkownika. W latach 1955–1956 i 1968-1971 był prezydentem klubu Ounasvaaran Hiihtoseura.

## Osiągnięcia w kombinacji

### Igrzyska olimpijskie
| Miejsce | Dzień    | Rok  | Miejscowość  | Konkurencja              | Wynik zwycięzcy | Strata     | Zwycięzca   |
| ------- | -------- | ---- | ------------ | ------------------------ | --------------- | ---------- | ----------- |
| 2.      | 2 lutego | 1948 | Sankt Moritz | Indywidualnie K-68/18 km | 448.80 pkt      | -15.15 pkt | Heikki Hasu |

### Mistrzostwa świata
| Miejsce | Dzień    | Rok  | Miejscowość | Konkurencja   | Wynik zwycięzcy | Strata    | Zwycięzca   |
| ------- | -------- | ---- | ----------- | ------------- | --------------- | --------- | ----------- |
| 7.      | 3 lutego | 1950 | Lake Placid | Indywidualnie | 455.2 pkt       | -14.1 pkt | Heikki Hasu |

## Osiągnięcia w biegach

### Igrzyska olimpijskie
| Miejsce | Dzień       | Rok  | Miejscowość  | Konkurencja             | Wynik zwycięzcy | Strata    | Zwycięzca        |
| ------- | ----------- | ---- | ------------ | ----------------------- | --------------- | --------- | ---------------- |
| 10.     | 31 stycznia | 1948 | Sankt Moritz | 18 km stylem klasycznym | 1:13:50 h       | +5.38 min | Martin Lundström |

### Mistrzostwa świata
| Miejsce | Dzień    | Rok  | Miejscowość | Konkurencja             | Wynik zwycięzcy | Strata | Zwycięzca        |
| ------- | -------- | ---- | ----------- | ----------------------- | --------------- | ------ | ---------------- |
| 20.     | 3 lutego | 1950 | Lake Placid | 18 km stylem klasycznym | 1:06:16 h       | ?      | Karl-Erik Åström |